# Aeroplano Fernández

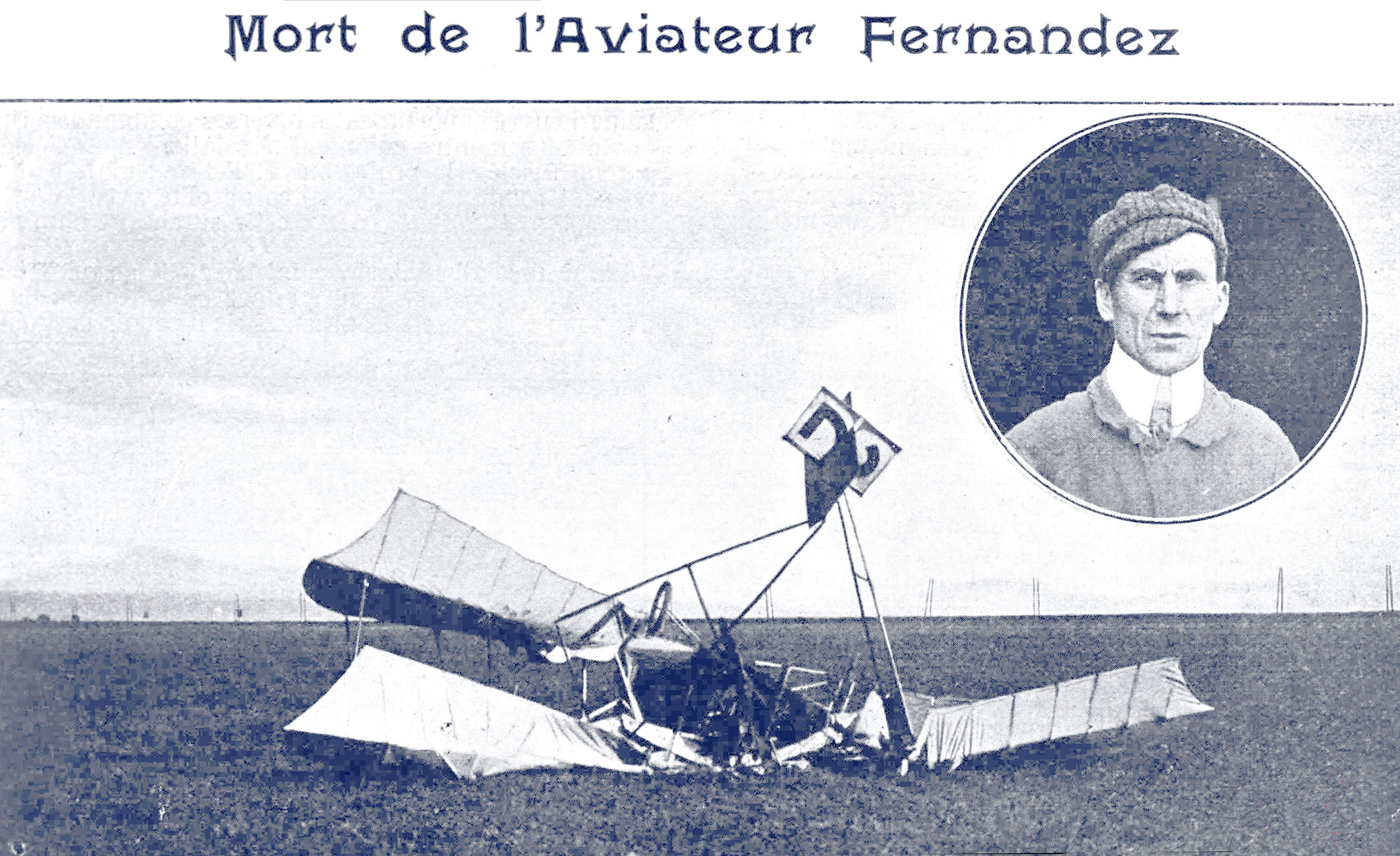
El aeroplano Fernández accidentado

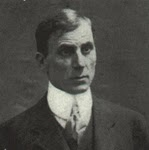
Antonio Fernández, constructor del avión

El Aeroplano Fernández, más conocido en el mundo aeronáutico como Avión Fernández, fue un aeroplano construido por el modisto y aviador español Antonio Fernández, al que se le puede considerar como el primer piloto español y el primer constructor español de un aeroplano que voló con éxito así como la primera víctima mortal. En su lugar de emigración, Francia, compró un motor Levasseur y un Wright Flyer para construir el aeroplano que llevó su nombre.

## Montaje y primeros vuelos
Con el fuselaje y el motor comprados los trasladó a Antibes, al sur de Francia, y montó el avión. El primer vuelo lo hizo muy cerca, en Niza, el día 24 de abril de 1909. A continuación fabricó el segundo prototipo al que dotó de un tren de aterrizaje y un sistema de mandos que diseñó el mismo constructor, Antonio Fernández, y que hizo su primer vuelo en la Semana de Aviación de Reims en agosto de 1909. Poco después fabricó otro prototipo más, el tercero, que se expuso en el Salón de la Aeronáutica de París y que voló posteriormente en Blackpool.
Una réplica del avión que se encontraba en la Escuela Técnica Superior de Ingenieros Aeronáuticos fue donada por esta entidad al Museo de Aeronáutica y Astronáutica que tiene el Ministerio de Defensa en la localidad madrileña de Cuatro Vientos.